# Az Élősködők díjai és jelölései
Az Élősködők című 2019-es dél-koreai film bemutatása óta csaknem 180 díjat nyert, az Arany Pálma mellett többek között a Blue Dragon Film Awards, a New York-i Filmkritikusok Egyesülete vagy a BIFA is jutalmazta. Három Golden Globe-díjra jelölték, a legjobb idegen nyelvű film, a legjobb forgatókönyv és a legjobb rendező kategóriákban. A legjobb idegen nyelvű filmnek járó díjat el is nyerte, koreai film még sosem kapta meg ezt a díjat. A filmet négy BAFTA-díjra jelölték a legjobb film, legjobb rendező, legjobb eredeti forgatókönyv és legjobb nem angol nyelvű film kategóriákban, a legjobb idegen nyelvű film díját el is nyerte.  A film a Screen Actors Guild-díjkiosztón elnyerte a Legjobb szereplőgárda (mozifilm) díjat; a díjátadó történelmében először kapta idegen nyelvű film gárdája az elismerést.
Dél-Korea ezt a filmet küldte a 92. Oscar-gálára is. Az alkotást hat Oscar-díjra jelölték. Az Oscar-díjátadók történetében az Élősködők előtt csupán tíz idegen nyelvű filmet jelöltek a legjobb film díjára, és ezek közül csak a  Tigris és sárkány volt ázsiai. A film négy díjat vihetett haza és filmtörténelmet írt azzal, hogy nem angol nyelvű filmként először nyerte el a legjobb film díját. A legjobb nemzetközi játékfilm (korábban legjobb idegen nyelvű film) kategóriájában is győzött, koreai film itt sem nyert korábban. Emellett Pong Dzsunho (Bong Junho) a legjobb forgatókönyv társdíját, valamint a legjobb rendező díját is elnyerte.

## Blue Dragon Film Awards
| Átadás éve | Kategória                     | Díjazott                                                                      | Eredmény | Hiv.  |
| ---------- | ----------------------------- | ----------------------------------------------------------------------------- | -------- | ----- |
| 2019       | Legjobb film                  | Élősködők                                                                     | Elnyerte | [ 9 ] |
| 2019       | Legjobb rendező               | Pong Dzsunho (Bong Joon-ho)                                                   | Elnyerte | [ 9 ] |
| 2019       | Legjobb színész               | Szong Gangho (Song Kang-ho)                                                   | Jelölve  | [ 9 ] |
| 2019       | Legjobb színésznő             | Cso Jodzsong (Cho Yeo-jeong)                                                  | Elnyerte | [ 9 ] |
| 2019       | Legjobb férfi mellékszereplő  | Pak Mjonghun (Park Myeong-hun)                                                | Jelölve  | [ 9 ] |
| 2019       | Legjobb női mellékszereplő    | I Dzsongun (Lee Jeong-eun)                                                    | Elnyerte | [ 9 ] |
| 2019       | Legjobb női mellékszereplő    | Pak Szodam (Park So-dam)                                                      | Jelölve  | [ 9 ] |
| 2019       | Legjobb forgatókönyv          | Pong Dzsunho (Bong Joon-ho), Han Dzsinvon (한진원, Han Jin-won)               | Jelölve  | [ 9 ] |
| 2019       | legjobb operatőr és világítás | Hong Gjongphjo (홍경표, Hong Gyeong-pyo), Kim Cshangho (김창호, Kim Chang-ho) | Jelölve  | [ 9 ] |
| 2019       | Legjobb vágás                 | Jang Dzsinmo (양진모, Yang Jin-mo)                                            | Jelölve  | [ 9 ] |
| 2019       | Legjobb zene                  | Csong Dzseil (정재일, Jeong Jae-il)                                           | Jelölve  | [ 9 ] |
| 2019       | Legjobb látványtervezés       | I Hadzsun (이하준, Lee Ha-jun)                                                | Elnyerte | [ 9 ] |

## BAFTA-díj
| Átadás éve | Kategória                     | Díjazott                                                | Eredmény | Hiv.          |
| ---------- | ----------------------------- | ------------------------------------------------------- | -------- | ------------- |
| 2020       | Legjobb film                  | Kvak Sine (Kwak Sin-ae) és Pong Dzsunho (Bong Joon-ho)  | Jelölve  | [ 10 ] [ 11 ] |
| 2020       | Legjobb rendező               | Pong Dzsunho (Bong Joon-ho)                             | Jelölve  | [ 10 ] [ 11 ] |
| 2020       | Legjobb eredeti forgatókönyv  | Pong Dzsunho (Bong Joon-ho), Han Dzsinvon (Han Jin-won) | Elnyerte | [ 10 ] [ 11 ] |
| 2020       | Legjobb nem angol nyelvű film | Élősködők                                               | Elnyerte | [ 10 ] [ 11 ] |

## Cannes-i fesztivál
| Átadás éve | Kategória   | Díjazott                    | Eredmény | Hiv.          |
| ---------- | ----------- | --------------------------- | -------- | ------------- |
| 2019       | Arany Pálma | Pong Dzsunho (Bong Joon-ho) | Elnyerte | [ 12 ] [ 13 ] |

## César-díj
| Átadás éve | Kategória             | Díjazott  | Eredmény | Hiv.   |
| ---------- | --------------------- | --------- | -------- | ------ |
| 2020       | Legjobb külföldi film | Élősködők | Függőben | [ 14 ] |

## Golden Globe-díj
| Átadás éve | Kategória                  | Díjazott                                                | Eredmény | Hiv.   |
| ---------- | -------------------------- | ------------------------------------------------------- | -------- | ------ |
| 2020       | Legjobb rendező            | Pong Dzsunho (Bong Joon-ho)                             | Jelölve  | [ 15 ] |
| 2020       | Legjobb forgatókönyv       | Pong Dzsunho (Bong Joon-ho), Han Dzsinvon (Han Jin-won) | Jelölve  | [ 15 ] |
| 2020       | Legjobb idegen nyelvű film | Élősködők                                               | Elnyerte | [ 15 ] |

## Oscar-díj
| Átadás éve | Kategória                    | Díjazott                                                | Eredmény | Hiv.          |
| ---------- | ---------------------------- | ------------------------------------------------------- | -------- | ------------- |
| 2020       | Legjobb film                 | Kvak Sine (Kwak Sin-ae) és Pong Dzsunho (Bong Joon-ho)  | Elnyerte | [ 16 ] [ 17 ] |
| 2020       | Legjobb rendező              | Pong Dzsunho (Bong Joon-ho)                             | Elnyerte | [ 16 ] [ 17 ] |
| 2020       | Legjobb eredeti forgatókönyv | Pong Dzsunho (Bong Joon-ho), Han Dzsinvon (Han Jin-won) | Elnyerte | [ 16 ] [ 17 ] |
| 2020       | Legjobb nemzetközi játékfilm | Élősködők                                               | Elnyerte | [ 16 ] [ 17 ] |
| 2020       | Legjobb látványtervezés      | I Hadzsun és Cso Vonu (Lee Ha-jun és Cho Won-woo)       | Jelölve  | [ 16 ] [ 17 ] |
| 2020       | Legjobb vágás                | Jang Dzsinmo (Yang Jin-mo)                              | Jelölve  | [ 16 ] [ 17 ] |

## Satellite Award
| Átadás éve | Kategória                    | Díjazott                                                | Eredmény | Hiv.          |
| ---------- | ---------------------------- | ------------------------------------------------------- | -------- | ------------- |
| 2020       | Legjobb rendező              | Pong Dzsunho (Bong Joon-ho)                             | Jelölve  | [ 18 ] [ 19 ] |
| 2020       | legjobb eredeti forgatókönyv | Pong Dzsunho (Bong Joon-ho), Han Dzsinvon (Han Jin-won) | Jelölve  | [ 18 ] [ 19 ] |
| 2020       | Legjobb idegen nyelvű film   | Élősködők                                               | Elnyerte | [ 18 ] [ 19 ] |

## Screen Actors Guild-díj
| Átadás éve | Kategória                        | Díjazott | Eredmény | Hiv.          |
| ---------- | -------------------------------- | --- | -------- | ------------- |
| 2020       | Legjobb szereplőgárda (mozifilm) | Cso Jodzsong (Jo Yeo-jeong), Cshö Usik (Choi Woo-shik), Csang Hjedzsin (장혜진, Jang Hye-jin), Csong Hjondzsun (정현준, Jeong Hyeon-jun), Csong Dzsiszo (Jeong Ji-so), I Dzsongun (Lee Jeong-eun), I Szongjun (Lee Seon-gyun), Pak Mjonghun (Park Myeong-hun), Pak Szodam (Park So-dam), Szong Gangho (Song Kang-ho) | Elnyerte | [ 20 ] [ 21 ] |

## További díjak és jelölések
| Díj                                                              | Átadás éve       | Kategória                                                    | Díjazott | Eredmény | Hiv.                 |
| ---------------------------------------------------------------- | ---------------- | ------------------------------------------------------------ | --- | -------- | -------------------- |
| AACTA Awards                                                     | 2019             | Legjobb ázsiai film                                          | Pong Dzsunho (Bong Joon-ho) | Elnyerte | [ 22 ]               |
| AACTA Awards                                                     | 2020             | Legjobb nemzetközi film                                      | Kvak Sine (Kwak Sin-ae) és Pong Dzsunho (Bong Joon-ho) | Elnyerte | [ 23 ]               |
| AACTA Awards                                                     | 2020             | legjobb nemzetközi rendezés                                  | Pong Dzsunho (Bong Joon-ho) | Jelölve  | [ 23 ]               |
| AACTA Awards                                                     | 2020             | legjobb nemzetközi férfi mellékszereplő                      | Szong Gangho (Song Kang-ho) | Jelölve  | [ 23 ]               |
| AACTA Awards                                                     | 2020             | Legjobb nemzetközi forgatókönyv                              | Pong Dzsunho (Bong Joon-ho), Han Dzsinvon (Han Jin-won) | Jelölve  | [ 23 ]               |
| AARP's Movies for Grownups Awards                                | 2020             | Legjobb generációk közti film                                | Élősködők | Jelölve  | [ 24 ] [ 25 ]        |
| AARP's Movies for Grownups Awards                                | 2020             | Legjobb idegen nyelvű film                                   | Élősködők | Jelölve  | [ 24 ] [ 25 ]        |
| African-American Film Critics Association                        | 2010             | Top tíz film                                                 | Élősködők | 8. hely  | [ 26 ]               |
| African-American Film Critics Association                        | 2010             | Legjobb forgatókönyv                                         | Pong Dzsunho (Bong Joon-ho), Han Dzsinvon (Han Jin-won) | Elnyerte | [ 26 ]               |
| African-American Film Critics Association                        | 2010             | Legjobb külföldi film                                        | Élősködők | Elnyerte | [ 26 ]               |
| Alliance of Women Film Journalists                               | 2020             | Legjobb film                                                 | Élősködők | Elnyerte | [ 27 ] [ 28 ]        |
| Alliance of Women Film Journalists                               | 2020             | Legjobb rendező                                              | Pong Dzsunho (Bong Joon-ho) | Elnyerte | [ 27 ] [ 28 ]        |
| Alliance of Women Film Journalists                               | 2020             | Legjobb eredeti forgatókönyv                                 | Pong Dzsunho (Bong Joon-ho), Han Dzsinvon (Han Jin-won) | Elnyerte | [ 27 ] [ 28 ]        |
| Alliance of Women Film Journalists                               | 2020             | legjobb szereplőgárda                                        | Élősködők | Jelölve  | [ 27 ] [ 28 ]        |
| Alliance of Women Film Journalists                               | 2020             | Legjobb vágás                                                | Jang Dzsinmo (Yang Jin-mo) | Jelölve  | [ 27 ] [ 28 ]        |
| Alliance of Women Film Journalists                               | 2020             | Legjobb nem angol nyelvű film                                | Élősködők | Elnyerte | [ 27 ] [ 28 ]        |
| American Cinema Editors                                          | 2020             | Legjobb vágás, drámai játékfilm                              | Jang Dzsinmo (Yang Jin-mo) | Elnyerte | [ 29 ]               |
| American Film Institute Awards                                   | 2020             | AFI különdíj                                                 | Élősködők | Elnyerte | [ 30 ]               |
| Art Directors Guild Awards                                       | 2020             | Film Kortárs játékfilm kiemelkedő látványterve               | I Hadzsun (Lee Ha-jun) | Elnyerte | [ 31 ] [ 32 ]        |
| Asia Pacific Screen Awards                                       | 2019             | Legjobb játékfilm                                            | Kvak Sine (Kwak Sin-ae) és Pong Dzsunho (Bong Joon-ho) | Elnyerte | [ 33 ]               |
| Austin Film Critics Association                                  | 2020             | Az évtized tíz legjobb filmje                                | Élősködők | 7. hely  | [ 34 ] [ 35 ]        |
| Austin Film Critics Association                                  | 2020             | Az év tíz legjobb filmje                                     | Élősködők | 1. hely  | [ 34 ] [ 35 ]        |
| Austin Film Critics Association                                  | 2020             | Legjobb film                                                 | Élősködők | Elnyerte | [ 34 ] [ 35 ]        |
| Austin Film Critics Association                                  | 2020             | Legjobb rendező                                              | Pong Dzsunho (Bong Joon-ho) | Elnyerte | [ 34 ] [ 35 ]        |
| Austin Film Critics Association                                  | 2020             | Legjobb mellékszereplő                                       | Szong Gangho (Song Kang-ho) | Jelölve  | [ 34 ] [ 35 ]        |
| Austin Film Critics Association                                  | 2020             | Legjobb szereplőgárda                                        | Élősködők | Jelölve  | [ 34 ] [ 35 ]        |
| Austin Film Critics Association                                  | 2020             | Legjobb eredeti forgatókönyv                                 | Pong Dzsunho (Bong Joon-ho), Han Dzsinvon (Han Jin-won) | Elnyerte | [ 34 ] [ 35 ]        |
| Austin Film Critics Association                                  | 2020             | Legjobb operatőr                                             | Hong Gjongphjo (Hong Gyeong-pyo) | Jelölve  | [ 34 ] [ 35 ]        |
| Austin Film Critics Association                                  | 2020             | Legjobb vágás                                                | Jang Dzsinmo (Yang Jin-mo) | Jelölve  | [ 34 ] [ 35 ]        |
| Austin Film Critics Association                                  | 2020             | Legjobb idegen nyelvű film                                   | Élősködők | Elnyerte | [ 34 ] [ 35 ]        |
| Australian Film Critics Association                              | 2020             | Legjobb idegen nyelvű nemzetközi film                        | Élősködők | Elnyerte | [ 36 ]               |
| Belga Filmkritikusok Szövetsége (Union de la critique de cinéma) | 4 January 2020   | Nagydíj                                                      | Élősködők | Jelölve  | [ 37 ]               |
| Bodil-díj                                                        | 2020             | Legjobb nem amerikai film                                    | Élősködők | Függőben | [ 38 ]               |
| Boston Society of Film Critics                                   | 2019             | Legjobb rendező                                              | Pong Dzsunho (Bong Joon-ho) | Elnyerte | [ 39 ]               |
| Boston Society of Film Critics                                   | 2019             | Legjobb idegen nyelvű film                                   | Élősködők | Elnyerte | [ 39 ]               |
| British Independent Film Awards                                  | 2010             | Legjobb nemzetközi független film                            | Élősködők | Elnyerte | [ 40 ]               |
| Buil Film Awards                                                 | 2019             | Legjobb film                                                 | Élősködők | Elnyerte | [ 41 ]               |
| Buil Film Awards                                                 | 2019             | Legjobb rendező                                              | Pong Dzsunho (Bong Joon-ho) | Jelölve  | [ 41 ]               |
| Buil Film Awards                                                 | 2019             | Legjobb színész                                              | Cshö Usik (Choi Woo-shik) | Jelölve  | [ 41 ]               |
| Buil Film Awards                                                 | 2019             | Legjobb színésznő                                            | Cso Jodzsong (Cho Yeo-jeong) | Jelölve  | [ 41 ]               |
| Buil Film Awards                                                 | 2019             | Legjobb mellékszereplő                                       | Pak Mjonghun (Park Myeong-hun) | Elnyerte | [ 41 ]               |
| Buil Film Awards                                                 | 2019             | Legjobb női mellékszereplő                                   | I Dzsongun (Lee Jeong-eun) | Elnyerte | [ 41 ]               |
| Buil Film Awards                                                 | 2019             | Legjobb női mellékszereplő                                   | Csang Hjedzsin (Chang Hyae-jin) | Jelölve  | [ 41 ]               |
| Buil Film Awards                                                 | 2019             | Legjobb forgatókönyv                                         | Pong Dzsunho (Bong Joon-ho), Han Dzsinvon (Han Jin-won) | Elnyerte | [ 41 ]               |
| Buil Film Awards                                                 | 2019             | Legjobb operatőr                                             | Hong Gjongphjo (Hong Gyeong-pyo) | Elnyerte | [ 41 ]               |
| Buil Film Awards                                                 | 2019             | Legjobb zene                                                 | Csong Dzseil (Jeong Jae-il) | Elnyerte | [ 41 ]               |
| Buil Film Awards                                                 | 2019             | Legjobb látványtervezés                                      | I Hadzsun (Lee Ha-jun) | Jelölve  | [ 41 ]               |
| Busan Film Critics Awards                                        | 2019             | Legjobb színésznő                                            | I Dzsongun (Lee Jeong-eun) | Elnyerte | [ 42 ]               |
| Cahiers du Cinema                                                | 2020             | Top tízes lista                                              | Élősködők | 2. hely  | [ 43 ]               |
| Calgary Nemzetközi Filmfesztivál                                 | 2020             | Rajongók kedvence díj                                        | Élősködők | Elnyerte | [ 44 ]               |
| Chicago Film Critics Association                                 | 2019             | Legjobb film                                                 | Élősködők | Elnyerte | [ 45 ] [ 46 ]        |
| Chicago Film Critics Association                                 | 2019             | Legjobb rendező                                              | Pong Dzsunho (Bong Joon-ho) | Elnyerte | [ 45 ] [ 46 ]        |
| Chicago Film Critics Association                                 | 2019             | Legjobb női mellékszereplő                                   | Cso Jodzsong (Cho Yeo-jeong) | Jelölve  | [ 45 ] [ 46 ]        |
| Chicago Film Critics Association                                 | 2019             | Legjobb eredeti forgatókönyv                                 | Pong Dzsunho (Bong Joon-ho), Han Dzsinvon (Han Jin-won) | Elnyerte | [ 45 ] [ 46 ]        |
| Chicago Film Critics Association                                 | 2019             | Legjobb látványtervezés                                      | I Hadzsun (Lee Ha-jun) | Jelölve  | [ 45 ] [ 46 ]        |
| Chicago Film Critics Association                                 | 2019             | Legjobb operatőr                                             | Hong Gjongphjo (Hong Gyeong-pyo) | Jelölve  | [ 45 ] [ 46 ]        |
| Chicago Film Critics Association                                 | 2019             | Legjobb idegen nyelvű film                                   | Élősködők | Elnyerte | [ 45 ] [ 46 ]        |
| Chunsa Film Art Awards                                           | 2019             | Legjobb rendező                                              | Pong Dzsunho (Bong Joon-ho) | Elnyerte | [ 47 ] [ 48 ]        |
| Chunsa Film Art Awards                                           | 2019             | Legjobb színész                                              | Cshö Usik (Choi Woo-shik) | Jelölve  | [ 47 ] [ 48 ]        |
| Chunsa Film Art Awards                                           | 2019             | Legjobb színész                                              | Szong Gangho (Song Kang-ho) | Jelölve  | [ 47 ] [ 48 ]        |
| Chunsa Film Art Awards                                           | 2019             | Legjobb színésznő                                            | Cso Jodzsong (Cho Yeo-jeong) | Elnyerte | [ 47 ] [ 48 ]        |
| Chunsa Film Art Awards                                           | 2019             | Legjobb mellékszereplő                                       | Pak Mjonghun (Park Myeong-hun) | Jelölve  | [ 47 ] [ 48 ]        |
| Chunsa Film Art Awards                                           | 2019             | Legjobb női mellékszereplő                                   | I Dzsongun (Lee Jeong-eun) | Elnyerte | [ 47 ] [ 48 ]        |
| Chunsa Film Art Awards                                           | 2019             | Legjobb forgatókönyv                                         | Pong Dzsunho (Bong Joon-ho), Han Dzsinvon (Han Jin-won) | Elnyerte | [ 47 ] [ 48 ]        |
| Círculo de Escritores Cinematográficos                           | 2020             | Legjobb külföldi film                                        | Élősködők | Elnyerte | [ 49 ] [ 50 ]        |
| Cine 21 Film Awards                                              | 2020             | Az év tíz legjobb koreai filmje                              | Élősködők | 1. hely  | [ 51 ]               |
| Cine 21 Film Awards                                              | 2020             | Az év rendezője                                              | Pong Dzsunho (Bong Joon-ho) | Elnyerte | [ 51 ]               |
| Cine 21 Film Awards                                              | 2020             | Az év színésze                                               | Szong Gangho (Song Kang-ho) | Elnyerte | [ 51 ]               |
| Cine 21 Film Awards                                              | 2020             | Az év színésznője                                            | I Dzsongun (Lee Jeong-eun) | Elnyerte | [ 51 ]               |
| Cine 21 Film Awards                                              | 2020             | Az év forgatókönyve                                          | Pong Dzsunho (Bong Joon-ho), Han Dzsinvon (Han Jin-won) | Elnyerte | [ 51 ]               |
| Cine 21 Film Awards                                              | 2020             | Az év operatőre                                              | Hong Gjongphjo (Hong Gyeong-pyo) | Elnyerte | [ 51 ]               |
| Crested Butte Film Festival                                      | 2019             | Legjobb elbeszélő film                                       | Élősködők | Elnyerte | [ 52 ]               |
| Critics' Choice Movie Awards                                     | 2020             | Legjobb film                                                 | Élősködők | Jelölve  | [ 53 ] [ 54 ]        |
| Critics' Choice Movie Awards                                     | 2020             | Legjobb rendező                                              | Pong Dzsunho (Bong Joon-ho) | Elnyerte | [ 53 ] [ 54 ]        |
| Critics' Choice Movie Awards                                     | 2020             | Legjobb színészgárda                                         | Élősködők | Jelölve  | [ 53 ] [ 54 ]        |
| Critics' Choice Movie Awards                                     | 2020             | Legjobb eredeti forgatókönyv                                 | Pong Dzsunho (Bong Joon-ho), Han Dzsinvon (Han Jin-won) | Jelölve  | [ 53 ] [ 54 ]        |
| Critics' Choice Movie Awards                                     | 2020             | Legjobb látványtervezés                                      | I Hadzsun (Lee Ha-jun) | Jelölve  | [ 53 ] [ 54 ]        |
| Critics' Choice Movie Awards                                     | 2020             | Legjobb vágás                                                | Jang Dzsinmo (Yang Jin-mo) | Jelölve  | [ 53 ] [ 54 ]        |
| Critics' Choice Movie Awards                                     | 2020             | Legjobb idegen nyelvű film                                   | Élősködők | Elnyerte | [ 53 ] [ 54 ]        |
| Dallas–Fort Worth Film Critics Association                       | 16 December 2019 | Legjobb film                                                 | Élősködők | 3. hely  | [ 55 ]               |
| Dallas–Fort Worth Film Critics Association                       | 16 December 2019 | Legjobb rendező                                              | Pong Dzsunho (Bong Joon-ho) | 2. hely  | [ 55 ]               |
| Dallas–Fort Worth Film Critics Association                       | 16 December 2019 | Legjobb operatőr                                             | Hong Gjongphjo (Hong Gyeong-pyo) | 2. hely  | [ 55 ]               |
| Dallas–Fort Worth Film Critics Association                       | 16 December 2019 | Legjobb idegen nyelvű film                                   | Élősködők | Elnyerte | [ 55 ]               |
| Detroit Film Critics Society                                     | 2019             | Legjobb film                                                 | Élősködők | Elnyerte | [ 56 ] [ 57 ]        |
| Detroit Film Critics Society                                     | 2019             | Legjobb rendező                                              | Pong Dzsunho (Bong Joon-ho) | Jelölve  | [ 56 ] [ 57 ]        |
| Detroit Film Critics Society                                     | 2019             | Legjobb forgatókönyv                                         | Pong Dzsunho (Bong Joon-ho), Han Dzsinvon (Han Jin-won) | Jelölve  | [ 56 ] [ 57 ]        |
| Detroit Film Critics Society                                     | 2019             | Legjobb szereplőgárda                                        | Élősködők | Jelölve  | [ 56 ] [ 57 ]        |
| Director's Cut Awards                                            | 2019             | Az év rendezője                                              | Pong Dzsunho (Bong Joon-ho) | Elnyerte | [ 58 ] [ 59 ]        |
| Director's Cut Awards                                            | 2019             | Az év színésze                                               | Cshö Usik (Choi Woo-shik) | Jelölve  | [ 58 ] [ 59 ]        |
| Director's Cut Awards                                            | 2019             | Az év színésze                                               | Szong Gangho (Song Kang-ho) | Elnyerte | [ 58 ] [ 59 ]        |
| Director's Cut Awards                                            | 2019             | Az év színésznője                                            | I Dzsongun (Lee Jeong-eun) | Jelölve  | [ 58 ] [ 59 ]        |
| Director's Cut Awards                                            | 2019             | Az év színésznője                                            | Cso Jodzsong (Cho Yeo-jeong) | Jelölve  | [ 58 ] [ 59 ]        |
| Director's Cut Awards                                            | 2019             | Az év forgatókönyve                                          | Pong Dzsunho (Bong Joon-ho), Han Dzsinvon (Han Jin-won) | Elnyerte | [ 58 ] [ 59 ]        |
| Director's Cut Awards                                            | 2019             | Az év legjobb új színésze                                    | Pak Mjonghun (Park Myeong-hun) | Elnyerte | [ 58 ] [ 59 ]        |
| Director's Cut Awards                                            | 2019             | Az év legjobb új színésznője                                 | Csang Hjedzsin (Chang Hyae-jin) | Jelölve  | [ 58 ] [ 59 ]        |
| Directors Guild of America Awards                                | 2020             | Kiemelkedő rendezés játékfilmben                             | Pong Dzsunho (Bong Joon-ho) | Jelölve  | [ 60 ]               |
| Dorian Awards                                                    | 2020             | Az év filmje                                                 | Élősködők | Elnyerte | [ 61 ] [ 62 ]        |
| Dorian Awards                                                    | 2020             | Az év rendezője                                              | Pong Dzsunho (Bong Joon-ho) | Elnyerte | [ 61 ] [ 62 ]        |
| Dorian Awards                                                    | 2020             | Az év férfi mellékszereplője                                 | Szong Gangho (Song Kang-ho) | Elnyerte | [ 61 ] [ 62 ]        |
| Dorian Awards                                                    | 2020             | Az év idegen nyelvű filmje                                   | Élősködők | Elnyerte | [ 61 ] [ 62 ]        |
| Dorian Awards                                                    | 2020             | Az év forgatókönyve                                          | Pong Dzsunho (Bong Joon-ho), Han Dzsinvon (Han Jin-won) | Elnyerte | [ 61 ] [ 62 ]        |
| Dorian Awards                                                    | 2020             | Az év vizuálisan megdöbbentő filmje                          | Élősködők | Jelölve  | [ 61 ] [ 62 ]        |
| Fantastic Fest                                                   | 2019             | Közönségdíj                                                  | Élősködők | Elnyerte | [ 63 ]               |
| Film délről (Film fra sør)                                       | 2019             | Közönségdíj                                                  | Élősködők | Elnyerte | [ 64 ]               |
| Florida Film Critics Circle                                      | 2019             | Legjobb eredeti forgatókönyv                                 | Pong Dzsunho (Bong Joon-ho), Han Dzsinvon (Han Jin-won) | Jelölve  | [ 65 ] [ 66 ]        |
| Florida Film Critics Circle                                      | 2019             | Legjobb szereplőgárda                                        | Élősködők | Jelölve  | [ 65 ] [ 66 ]        |
| Florida Film Critics Circle                                      | 2019             | Legjobb idegen nyelvű film                                   | Élősködők | 2. hely  | [ 65 ] [ 66 ]        |
| Georgia Film Critics Association                                 | 2020             | Legjobb film                                                 | Élősködők | Elnyerte | [ 67 ]               |
| Georgia Film Critics Association                                 | 2020             | Legjobb rendező                                              | Pong Dzsunho (Bong Joon-ho) | Elnyerte | [ 67 ]               |
| Georgia Film Critics Association                                 | 2020             | Legjobb eredeti forgatókönyv                                 | Pong Dzsunho (Bong Joon-ho), Han Dzsinvon (Han Jin-won) | Elnyerte | [ 67 ]               |
| Georgia Film Critics Association                                 | 2020             | Legjobb látványtervezés                                      | I Hadzsun (Lee Ha-jun) | Jelölve  | [ 67 ]               |
| Georgia Film Critics Association                                 | 2020             | Legjobb eredeti filmzene                                     | Csong Dzseil (Jeong Jae-il) | Jelölve  | [ 67 ]               |
| Georgia Film Critics Association                                 | 2020             | Legjobb eredeti dal                                          | Szodzsu han csan (Soju han jan) (소주 한 잔): Csong Dzseil (Jeong Jae-il) és Pong Dzsunho (Bong Joon-ho) | Jelölve  | [ 67 ]               |
| Georgia Film Critics Association                                 | 2020             | Legjobb szereplőgárda                                        | Élősködők | Jelölve  | [ 67 ]               |
| Georgia Film Critics Association                                 | 2020             | Legjobb idegen nyelvű film                                   | Élősködők | Elnyerte | [ 67 ]               |
| Globes de Cristal Awards                                         | 2020             | Legjobb külföldi film                                        | Élősködők | Függőben | [ 68 ]               |
| Gold Derby Awards                                                | 2020             | Legjobb film                                                 | Kvak Sine (Kwak Sin-ae) és Pong Dzsunho (Bong Joon-ho) | Elnyerte | [ 69 ] [ 70 ]        |
| Gold Derby Awards                                                | 2020             | Legjobb rendező                                              | Pong Dzsunho (Bong Joon-ho) | Elnyerte | [ 69 ] [ 70 ]        |
| Gold Derby Awards                                                | 2020             | Legjobb mellékszereplő                                       | Szong Gangho (Song Kang-ho) | Jelölve  | [ 69 ] [ 70 ]        |
| Gold Derby Awards                                                | 2020             | Legjobb női mellékszereplő                                   | Cso Jodzsong (Cho Yeo-jeong) | Jelölve  | [ 69 ] [ 70 ]        |
| Gold Derby Awards                                                | 2020             | Legjobb eredeti forgatókönyv                                 | Pong Dzsunho (Bong Joon-ho), Han Dzsinvon (Han Jin-won) | Elnyerte | [ 69 ] [ 70 ]        |
| Gold Derby Awards                                                | 2020             | Legjobb operatőr                                             | Hong Gjongphjo (Hong Gyeong-pyo) | Jelölve  | [ 69 ] [ 70 ]        |
| Gold Derby Awards                                                | 2020             | Legjobb vágás                                                | Jang Dzsinmo (Yang Jin-mo) | Elnyerte | [ 69 ] [ 70 ]        |
| Gold Derby Awards                                                | 2020             | Legjobb dal                                                  | Szodzsu han csan (Soju han jan) (소주 한 잔): Csong Dzseil (Jeong Jae-il) és Pong Dzsunho (Bong Joon-ho) | Jelölve  | [ 69 ] [ 70 ]        |
| Gold Derby Awards                                                | 2020             | Legjobb látványtervezés                                      | I Hadzsun (Lee Ha-jun) and Cho Won-woo | Jelölve  | [ 69 ] [ 70 ]        |
| Gold Derby Awards                                                | 2020             | Legjobb idegen nyelvű film                                   | Élősködők | Elnyerte | [ 69 ] [ 70 ]        |
| Gold Derby Awards                                                | 2020             | Legjobb szereplőgárda                                        | Cso Jodzsong (Cho Yeo-jeong), Cshö Usik (Choi Woo-shik), Csang Hjedzsin (Chang Hyae-jin), Csong Hjondzsun (Jeong Hyeon-jun), Csong Dzsiszo (Jeong Ji-so), I Dzsongun (Lee Jeong-eun), I Szonggjon (Lee Seon-gyeon), Pak Mjonghun (Park Myeong-hun), Pak Szodam (Park So-dam), Szong Gangho (Song Kang-ho)                      | Elnyerte | [ 69 ] [ 70 ]        |
| Golden Tomato Awards                                             | 9 January 2020   | Best-Reviewed Limited Release                                | Élősködők | Elnyerte | [ 71 ] [ 72 ] [ 73 ] |
| Golden Tomato Awards                                             | 9 January 2020   | Legjobb értékelést kapott idegen nyelvű film                 | Élősködők | Elnyerte | [ 71 ] [ 72 ] [ 73 ] |
| Golden Tomato Awards                                             | 9 January 2020   | Legjobb értékelést kapott dráma                              | Élősködők | Elnyerte | [ 71 ] [ 72 ] [ 73 ] |
| Grand Bell Awards                                                | 2020             | Legjobb film                                                 | Élősködők | Függőben | [ 74 ]               |
| Grand Bell Awards                                                | 2020             | Legjobb rendező                                              | Pong Dzsunho (Bong Joon-ho) | Függőben | [ 74 ]               |
| Grand Bell Awards                                                | 2020             | Legjobb színész                                              | Szong Gangho (Song Kang-ho) | Függőben | [ 74 ]               |
| Grand Bell Awards                                                | 2020             | Legjobb mellékszereplő                                       | Pak Mjonghun (Park Myeong-hun) | Függőben | [ 74 ]               |
| Grand Bell Awards                                                | 2020             | Legjobb női mellékszereplő                                   | I Dzsongun (Lee Jeong-eun) | Függőben | [ 74 ]               |
| Grand Bell Awards                                                | 2020             | Legjobb forgatókönyv                                         | Pong Dzsunho (Bong Joon-ho), Han Dzsinvon (Han Jin-won) | Függőben | [ 74 ]               |
| Grand Bell Awards                                                | 2020             | Legjobb operatőr                                             | Hong Gjongphjo (Hong Gyeong-pyo) | Függőben | [ 74 ]               |
| Grand Bell Awards                                                | 2020             | Legjobb vágás                                                | Jang Dzsinmo (Yang Jin-mo) | Függőben | [ 74 ]               |
| Grand Bell Awards                                                | 2020             | Legjobb világítás                                            | Kim Cshangho (Kim Chang-ho) | Függőben | [ 74 ]               |
| Grand Bell Awards                                                | 2020             | Legjobb zene                                                 | Csong Dzseil (Jeong Jae-il) | Függőben | [ 74 ]               |
| Grand Bell Awards                                                | 2020             | Legjobb látványtervezés                                      | I Hadzsun (Lee Ha-jun) | Függőben | [ 74 ]               |
| Guldbagge-díj                                                    | 2020             | Legjobb külföldi film                                        | Élősködők | Elnyerte | [ 75 ]               |
| Hollywood Critics Association Awards                             | 2020             | Legjobb film                                                 | Élősködők | Jelölve  | [ 76 ] [ 77 ]        |
| Hollywood Critics Association Awards                             | 2020             | Legjobb férfi rendező                                        | Pong Dzsunho (Bong Joon-ho) | Jelölve  | [ 76 ] [ 77 ]        |
| Hollywood Critics Association Awards                             | 2020             | Legjobb eredeti forgatókönyv                                 | Pong Dzsunho (Bong Joon-ho), Han Dzsinvon (Han Jin-won) | Elnyerte | [ 76 ] [ 77 ]        |
| Hollywood Critics Association Awards                             | 2020             | Legjobb vágás                                                | Jang Dzsinmo (Yang Jin-mo) | Jelölve  | [ 76 ] [ 77 ]        |
| Hollywood Critics Association Awards                             | 2020             | Legjobb idegen nyelvű film                                   | Élősködők | Elnyerte | [ 76 ] [ 77 ]        |
| Hollywood Critics Association Awards                             | 2020             | Filmkészítői teljesítményért járó díj                        | Pong Dzsunho (Bong Joon-ho) | Elnyerte | [ 76 ] [ 77 ]        |
| Hollywood Film Awards                                            | 2019             | Hollywoodi filmkészítői díj                                  | Pong Dzsunho (Bong Joon-ho) | Elnyerte | [ 78 ]               |
| Hollywood Music in Media Awards                                  | 2019             | Legjobb eredeti filmzene játékfilmben                        | Csong Dzseil (Jeong Jae-il) | Jelölve  | [ 79 ]               |
| Houston Film Critics Society                                     | 2020             | Legjobb film                                                 | Élősködők | Elnyerte | [ 80 ] [ 81 ]        |
| Legjobb rendező                                                  | 2020             | Pong Dzsunho (Bong Joon-ho)                                  | Elnyerte |          | [ 80 ] [ 81 ]        |
| Legjobb forgatókönyv                                             | 2020             | Pong Dzsunho (Bong Joon-ho), Han Dzsinvon (Han Jin-won)      | Jelölve |          | [ 80 ] [ 81 ]        |
| Legjobb operatőr                                                 | 2020             | Hong Gjongphjo (Hong Gyeong-pyo)                             | Jelölve |          | [ 80 ] [ 81 ]        |
| Legjobb idegen nyelvű film                                       | 2020             | Élősködők                                                    | Elnyerte |          | [ 80 ] [ 81 ]        |
| Legjobb moziplakát                                               | 2020             | Élősködők                                                    | Jelölve |          | [ 80 ] [ 81 ]        |
| IGN Awards                                                       | 2019             | Élősködők                                                    | Az év legjobb filmje | Elnyerte | [ 82 ]               |
| IGN Awards                                                       | 2019             | Élősködők                                                    | Az év legjobb vígjátéka | Jelölve  | [ 82 ]               |
| IGN Awards                                                       | 2019             | Legjobb rendező                                              | Pong Dzsunho (Bong Joon-ho) | Elnyerte | [ 82 ]               |
| IGN Awards                                                       | 2019             | Legjobb melléjszereplő                                       | Szong Gangho (Song Kang-ho) | Jelölve  | [ 82 ]               |
| IGN Awards                                                       | 2019             | Legjobb színészgárda filmben                                 | Élősködők | Jelölve  | [ 82 ]               |
| Independent Spirit Awards                                        | 2020             | Legjobb nemzetközi film                                      | Élősködők | Elnyerte | [ 83 ] [ 84 ]        |
| IndieWire Critics Poll                                           | 2019             | Legjobb film                                                 | Élősködők | Elnyerte | [ 85 ]               |
| IndieWire Critics Poll                                           | 2019             | Legjobb rendező                                              | Pong Dzsunho (Bong Joon-ho) | Elnyerte | [ 85 ]               |
| IndieWire Critics Poll                                           | 2019             | Legjobb színész                                              | Szong Gangho (Song Kang-ho) | 9. hely  | [ 85 ]               |
| IndieWire Critics Poll                                           | 2019             | Legjobb mellékszereplő                                       | Szong Gangho (Song Kang-ho) | 5. hely  | [ 85 ]               |
| IndieWire Critics Poll                                           | 2019             | Legjobb női mellékszereplő                                   | Pak Szodam (Park So-dam) | 10. hely | [ 85 ]               |
| IndieWire Critics Poll                                           | 2019             | Legjobb női mellékszereplő                                   | Cso Jodzsong (Cho Yeo-jeong) | 15. hely | [ 85 ]               |
| IndieWire Critics Poll                                           | 2019             | Legjobb női mellékszereplő                                   | I Dzsongun ( Lee Jeong-eun) | 22. hely | [ 85 ]               |
| IndieWire Critics Poll                                           | 2019             | Legjobb forgatókönyv                                         | Pong Dzsunho (Bong Joon-ho), Han Dzsinvon (Han Jin-won) | Elnyerte | [ 85 ]               |
| IndieWire Critics Poll                                           | 2019             | Legjobb operatőr                                             | Hong Gjongphjo (Hong Gyeong-pyo) | 5. hely  | [ 85 ]               |
| IndieWire Critics Poll                                           | 2019             | Legjobb külföldi film                                        | Élősködők | Elnyerte | [ 85 ]               |
| International Cinephile Society Awards                           | 2020             | Legjobb film                                                 | Élősködők | 2. hely  | [ 86 ]               |
| International Cinephile Society Awards                           | 2020             | Legjobb rendező                                              | Pong Dzsunho (Bong Joon-ho) | Jelölve  | [ 86 ]               |
| International Cinephile Society Awards                           | 2020             | Legjobb mellékszereplő                                       | Szong Gangho (Song Kang-ho) | Jelölve  | [ 86 ]               |
| International Cinephile Society Awards                           | 2020             | Legjobb női mellékszereplő                                   | Cso Jodzsong (Cho Yeo-jeong) | 2. hely  | [ 86 ]               |
| International Cinephile Society Awards                           | 2020             | Legjobb eredeti forgatókönyv                                 | Pong Dzsunho (Bong Joon-ho), Han Dzsinvon (Han Jin-won) | Elnyerte | [ 86 ]               |
| International Cinephile Society Awards                           | 2020             | legjobb szereplőgárda                                        | Élősködők | Elnyerte | [ 86 ]               |
| International Cinephile Society Awards                           | 2020             | Legjobb vágás                                                | Jang Dzsinmo (Yang Jin-mo) | 2. hely  | [ 86 ]               |
| International Cinephile Society Awards                           | 2020             | Legjobb látványtervezés                                      | I Hadzsun (Lee Ha-jun) | Elnyerte | [ 86 ]               |
| International Cinephile Society Cannes Awards                    | 2019             | Legjobb rendező                                              | Pong Dzsunho (Bong Joon-ho) | Elnyerte | [ 87 ]               |
| International Film Festival Cinematik                            | 2019             | Közönségdíj                                                  | Élősködők | Elnyerte | [ 88 ]               |
| International Film Festival Rotterdam                            | 2020             | BankGiro Loterij közönségdíj                                 | Élősködők (fekete-fehér verzió) | Elnyerte | [ 89 ]               |
| Korean Association of Film Critics Awards                        | 2019             | Legjobb film                                                 | Élősködők | Elnyerte | [ 90 ]               |
| Korean Association of Film Critics Awards                        | 2019             | Legjobb rendező                                              | Pong Dzsunho (Bong Joon-ho) | Elnyerte | [ 90 ]               |
| Korean Association of Film Critics Awards                        | 2019             | Legjobb operatőr                                             | Hong Gjongphjo (Hong Gyeong-pyo) | Elnyerte | [ 90 ]               |
| Korean Association of Film Critics Awards                        | 2019             | Az év tíz legjobb filmje                                     | Élősködők | Elnyerte | [ 90 ]               |
| London Critics' Circle Film Awards                               | 2020             | Az év filmje                                                 | Élősködők | Elnyerte | [ 91 ] [ 92 ]        |
| London Critics' Circle Film Awards                               | 2020             | Az év rendezője                                              | Pong Dzsunho (Bong Joon-ho) | Elnyerte | [ 91 ] [ 92 ]        |
| London Critics' Circle Film Awards                               | 2020             | Az év forgatókönyvírója                                      | Pong Dzsunho (Bong Joon-ho), Han Dzsinvon (Han Jin-won) | Jelölve  | [ 91 ] [ 92 ]        |
| London Critics' Circle Film Awards                               | 2020             | Az év technikai teljesítménye                                | I Hadzsun (Lee Ha-jun) | Jelölve  | [ 91 ] [ 92 ]        |
| London Critics' Circle Film Awards                               | 2020             | Az év idegen nyelvű filmje                                   | Élősködők | Jelölve  | [ 91 ] [ 92 ]        |
| Los Angeles Film Critics Association                             | 2020             | Legjobb film                                                 | Élősködők | Elnyerte | [ 93 ]               |
| Los Angeles Film Critics Association                             | 2020             | Legjobb rendező                                              | Pong Dzsunho (Bong Joon-ho) | Elnyerte | [ 93 ]               |
| Los Angeles Film Critics Association                             | 2020             | Legjobb mellékszereplő                                       | Szong Gangho (Song Kang-ho) | Elnyerte | [ 93 ]               |
| Los Angeles Film Critics Association                             | 2020             | Legjobb forgatókönyv                                         | Pong Dzsunho (Bong Joon-ho), Han Dzsinvon (Han Jin-won) | 2. hely  | [ 93 ]               |
| Los Angeles Film Critics Association                             | 2020             | Legjobb látványtervezés                                      | I Hadzsun (Lee Ha-jun) | 2. hely  | [ 93 ]               |
| Motion Picture Sound Editors Golden Reel Awards                  | 2020             | Idegen nyelvű játékfilm                                      | Cshö Thejong (Choi Tae-young) (vezető hangmérnök) Kang Hjejong (Kang Hye-young) (hangzástervező, hangeffekt-vágó) Kim Bjongin (Kim Byeong-in) (beszédhangokért felelős hangmérnök) Pak Szonggjun (Park Seong-gyun) (Foley Artist) I Cshonggju (Lee Cheong-gyu) (zajszinkron hangmérnök) Sin Ina (Shin I-na) (zajszinkron vágó) | Elnyerte | [ 94 ] [ 95 ]        |
| Müncheni Nemzetközi Filmfesztivál                                | 6 July 2019      | ARRI/OSRAM-díj                                               | Élősködők | Jelölve  | [ 96 ]               |
| National Board of Review                                         | 2019             | Legjobb idegen nyelvű film                                   | Élősködők | Elnyerte | [ 97 ]               |
| National Society of Film Critics                                 | 2020             | Legjobb film                                                 | Élősködők | Elnyerte | [ 98 ]               |
| National Society of Film Critics                                 | 2020             | Legjobb rendező                                              | Pong Dzsunho (Bong Joon-ho) | 2. hely  | [ 98 ]               |
| National Society of Film Critics                                 | 2020             | Legjobb mellékszereplő                                       | Szong Gangho (Song Kang-ho) | 3. hely  | [ 98 ]               |
| National Society of Film Critics                                 | 2020             | Legjobb forgatókönyv                                         | Pong Dzsunho (Bong Joon-ho), Han Dzsinvon (Han Jin-won) | Elnyerte | [ 98 ]               |
| New York Film Critics Circle                                     | 2020             | Legjobb idegen nyelvű film                                   | Élősködők | Elnyerte | [ 99 ]               |
| New York Film Critics Online                                     | 2019             | Top 10 Film                                                  | Élősködők | Elnyerte | [ 100 ]              |
| New York Film Critics Online                                     | 2019             | Legjobb film                                                 | Élősködők | Elnyerte | [ 100 ]              |
| New York Film Critics Online                                     | 2019             | Legjobb rendező                                              | Pong Dzsunho (Bong Joon-ho) | Elnyerte | [ 100 ]              |
| New York Film Critics Online                                     | 2019             | Legjobb forgatókönyv                                         | Pong Dzsunho (Bong Joon-ho), Han Dzsinvon (Han Jin-won) | Elnyerte | [ 100 ]              |
| Online Film Critics Society                                      | 2020             | Legjobb film                                                 | Élősködők | Elnyerte | [ 101 ]              |
| Online Film Critics Society                                      | 2020             | Legjobb rendező                                              | Pong Dzsunho (Bong Joon-ho) | Elnyerte | [ 101 ]              |
| Online Film Critics Society                                      | 2020             | Legjobb mellékszereplő                                       | Szong Gangho (Song Kang-ho) | Jelölve  | [ 101 ]              |
| Online Film Critics Society                                      | 2020             | Legjobb eredeti forgatókönyv                                 | Pong Dzsunho (Bong Joon-ho), Han Dzsinvon (Han Jin-won) | Elnyerte | [ 101 ]              |
| Online Film Critics Society                                      | 2020             | Legjobb vágás                                                | Jang Dzsinmo (Yang Jin-mo) | Elnyerte | [ 101 ]              |
| Online Film Critics Society                                      | 2020             | Legjobb nem angol nyelvű film                                | Élősködők | Elnyerte | [ 101 ]              |
| Online Film Critics Society                                      | 2020             | technikai teljesítményért járó díj - Legjobb látványtervezés | Élősködők | Elnyerte | [ 101 ]              |
| Palm Springs International Film Festival                         | 13 January 2020  | FIPRESCI-díj a legjobb nemzetközi forgatókönyvért            | Pong Dzsunho (Bong Joon-ho), Han Dzsinvon (Han Jin-won) | Elnyerte | [ 102 ]              |
| Producers Guild of America Awards                                | 2020             | Legjobb mozifilm                                             | Kvak Sine (Kwak Sin-ae) éd Pong Dzsunho (Bong Joon-ho) | Jelölve  | [ 103 ]              |
| San Diego Film Critics Society                                   | 2019             | Legjobb eredeti forgatókönyv                                 | Pong Dzsunho (Bong Joon-ho), Han Dzsinvon (Han Jin-won) | Jelölve  | [ 104 ]              |
| San Diego Film Critics Society                                   | 2019             | Legjobb idegen nyelvű film                                   | Élősködők | Elnyerte | [ 104 ]              |
| San Francisco Bay Area Film Critics Circle                       | 2019             | Legjobb film                                                 | Élősködők | Jelölve  | [ 105 ] [ 106 ]      |
| San Francisco Bay Area Film Critics Circle                       | 2019             | Legjobb rendező                                              | Pong Dzsunho (Bong Joon-ho) | Elnyerte | [ 105 ] [ 106 ]      |
| San Francisco Bay Area Film Critics Circle                       | 2019             | Legjobb mellékszereplő                                       | Szong Gangho (Song Kang-ho) | Jelölve  | [ 105 ] [ 106 ]      |
| San Francisco Bay Area Film Critics Circle                       | 2019             | Legjobb eredeti forgatókönyv                                 | Pong Dzsunho (Bong Joon-ho), Han Dzsinvon (Han Jin-won) | Elnyerte | [ 105 ] [ 106 ]      |
| San Francisco Bay Area Film Critics Circle                       | 2019             | Legjobb látványtervezés                                      | I Hadzsun (Lee Ha-jun) | Jelölve  | [ 105 ] [ 106 ]      |
| San Francisco Bay Area Film Critics Circle                       | 2019             | Legjobb vágás                                                | Jang Dzsinmo (Yang Jin-mo) | Jelölve  | [ 105 ] [ 106 ]      |
| San Francisco Bay Area Film Critics Circle                       | 2019             | Legjobb idegen nyelvű film                                   | Élősködők | Elnyerte | [ 105 ] [ 106 ]      |
| San Sebastián-i Nemzetközi Filmfesztivál                         | 2019             | FIPRESCI nagydíj                                             | Élősködők | Jelölve  | [ 107 ]              |
| Sant Jordi-díj                                                   | 2020             | Legjobb külföldi film                                        | Élősködők | Jelölve  | [ 108 ]              |
| Santa Barbara International Film Festival                        | 2020             | Az év kiemelkedő rendezője                                   | Pong Dzsunho (Bong Joon-ho) | Elnyerte | [ 109 ]              |
| São Paulo Nemzetközi Filmfesztivál                               | 2019             | Közönségdíj ― Legjobb nemzetközi fikció                      | Élősködők | Elnyerte | [ 110 ]              |
| Seattle Film Critics Society                                     | 2019             | Legjobb film                                                 | Élősködők | Elnyerte | [ 111 ] [ 112 ]      |
| Seattle Film Critics Society                                     | 2019             | Legjobb rendező                                              | Pong Dzsunho (Bong Joon-ho) | Elnyerte | [ 111 ] [ 112 ]      |
| Seattle Film Critics Society                                     | 2019             | Legjobb mellékszereplő                                       | Szong Gangho (Song Kang-ho) | Jelölve  | [ 111 ] [ 112 ]      |
| Seattle Film Critics Society                                     | 2019             | legjobb szereplőgárda                                        | Élősködők | Elnyerte | [ 111 ] [ 112 ]      |
| Seattle Film Critics Society                                     | 2019             | Legjobb forgatókönyv                                         | Pong Dzsunho (Bong Joon-ho), Han Dzsinvon (Han Jin-won) | Elnyerte | [ 111 ] [ 112 ]      |
| Seattle Film Critics Society                                     | 2019             | Legjobb vágás                                                | Jang Dzsinmo (Yang Jin-mo) | Jelölve  | [ 111 ] [ 112 ]      |
| Seattle Film Critics Society                                     | 2019             | Legjobb operatőr                                             | Hong Gjongphjo (Hong Gyeong-pyo) | Jelölve  | [ 111 ] [ 112 ]      |
| Seattle Film Critics Society                                     | 2019             | Legjobb látványtervezés                                      | I Hadzsun (Lee Ha-jun) | Jelölve  | [ 111 ] [ 112 ]      |
| Seattle Film Critics Society                                     | 2019             | Legjobb idegen nyelvű film                                   | Élősködők | Elnyerte | [ 111 ] [ 112 ]      |
| St. Louis Film Critics Association                               | 2019             | Legjobb rendező                                              | Pong Dzsunho (Bong Joon-ho) | 2. hely  | [ 113 ]              |
| St. Louis Film Critics Association                               | 2019             | Legjobb eredeti forgatókönyv                                 | Pong Dzsunho (Bong Joon-ho), Han Dzsinvon (Han Jin-won) | Jelölve  | [ 113 ]              |
| St. Louis Film Critics Association                               | 2019             | Legjobb vágás                                                | Jang Dzsinmo (Yang Jin-mo) | Jelölve  | [ 113 ]              |
| St. Louis Film Critics Association                               | 2019             | Legjobb látványtervezés                                      | I Hadzsun (Lee Ha-jun) | Jelölve  | [ 113 ]              |
| St. Louis Film Critics Association                               | 2019             | Legjobb horrorfilm                                           | Élősködők | 2. hely  | [ 113 ]              |
| St. Louis Film Critics Association                               | 2019             | Legjobb külföldi film                                        | Élősködők | Elnyerte | [ 113 ]              |
| Sydney Film Festival                                             | 2019             | Legjobb film                                                 | Élősködők | Elnyerte | [ 114 ] [ 115 ]      |
| Tallgrass Film Festival                                          | 2019             | Filmművészeti kiválóság-díj                                  | Pong Dzsunho (Bong Joon-ho) | Elnyerte | [ 116 ]              |
| Toronto Film Critics Association                                 | 2019             | Legjobb film                                                 | Élősködők | Elnyerte | [ 117 ]              |
| Toronto Film Critics Association                                 | 2019             | Legjobb rendező                                              | Pong Dzsunho (Bong Joon-ho) | Elnyerte | [ 117 ]              |
| Toronto Film Critics Association                                 | 2019             | Legjobb forgatókönyv                                         | Pong Dzsunho (Bong Joon-ho), Han Dzsinvon (Han Jin-won) | 2. hely  | [ 117 ]              |
| Toronto Film Critics Association                                 | 2019             | Legjobb idegen nyelvű film                                   | Élősködők | Elnyerte | [ 117 ]              |
| Torontói Nemzetközi Filmfesztivál                                | 2019             | Grolsch People's Choice Award                                | Élősködők | 3. hely  | [ 118 ]              |
| Tromsø International Film Festival                               | 2020             | Tromsøi közönségdíj                                          | Élősködők | Elnyerte | [ 119 ]              |
| Vancouver Film Critics Circle                                    | 2019             | Legjobb film                                                 | Élősködők | Elnyerte | [ 120 ] [ 121 ]      |
| Vancouver Film Critics Circle                                    | 2019             | Legjobb rendező                                              | Pong Dzsunho (Bong Joon-ho) | Elnyerte | [ 120 ] [ 121 ]      |
| Vancouver Film Critics Circle                                    | 2019             | Legjobb forgatókönyv                                         | Pong Dzsunho (Bong Joon-ho), Han Dzsinvon (Han Jin-won) | Jelölve  | [ 120 ] [ 121 ]      |
| Vancouver Film Critics Circle                                    | 2019             | Legjobb idegen nyelvű film                                   | Élősködők | Elnyerte | [ 120 ] [ 121 ]      |
| Vancouver Nemzetközi Filmfesztivál                               | 2019             | Super Channel People's Choice Award                          | Élősködők | Elnyerte | [ 122 ]              |
| Village Voice Film Poll                                          | 2020             | Legjobb film                                                 | Élősködők | 2. hely  | [ 123 ]              |
| Washington D.C. Area Film Critics Association                    | 2019             | Legjobb film                                                 | Élősködők | Elnyerte | [ 124 ]              |
| Washington D.C. Area Film Critics Association                    | 2019             | Legjobb rendező                                              | Pong Dzsunho (Bong Joon-ho) | Elnyerte | [ 124 ]              |
| Washington D.C. Area Film Critics Association                    | 2019             | Legjobb szereplőgárda                                        | Élősködők | Jelölve  | [ 124 ]              |
| Washington D.C. Area Film Critics Association                    | 2019             | Legjobb eredeti forgatókönyv                                 | Pong Dzsunho (Bong Joon-ho), Han Dzsinvon (Han Jin-won) | Jelölve  | [ 124 ]              |
| Washington D.C. Area Film Critics Association                    | 2019             | Legjobb látványtervezés                                      | I Hadzsun (Lee Ha-jun) | Jelölve  | [ 124 ]              |
| Washington D.C. Area Film Critics Association                    | 2019             | Legjobb vágás                                                | Jang Dzsinmo (Yang Jin-mo) | Jelölve  | [ 124 ]              |
| Washington D.C. Area Film Critics Association                    | 2019             | Legjobb idegen nyelvű film                                   | Élősködők | Elnyerte | [ 124 ]              |
| Writers Guild of America Awards                                  | 2020             | Legjobb eredeti forgatókönyv                                 | Pong Dzsunho (Bong Joon-ho), Han Dzsinvon (Han Jin-won) | Elnyerte | [ 125 ] [ 126 ]      |

## Fordítás
- Ez a szócikk részben vagy egészben  a   List of accolades received by Parasite című angol Wikipédia-szócikk fordításán alapul.  Az eredeti cikk szerkesztőit annak laptörténete sorolja fel. Ez a jelzés csupán a megfogalmazás eredetét és a szerzői jogokat jelzi, nem szolgál a cikkben szereplő információk forrásmegjelöléseként.